# Traugott Ahlemann
Friedrich Traugott Ahlemann (* 1804 in Frankfurt (Oder); † 1. November 1882) war ein deutscher Kommunalpolitiker und Parlamentarier.

## Leben
Traugott Ahlemann studierte zunächst an der Universität Leipzig Rechtswissenschaft. Am 20. Juli 1824 wurde er im Corps Lusatia Leipzig recipiert. Er wechselte an die Friedrich-Wilhelms-Universität zu Berlin. Vermutlich Ostern 1827 bestand er das Examen. 1832 wurde er zum Bürgermeister der Stadt Spremberg gewählt. 1841 wechselte er als Bürgermeister nach Guben, wo er bis 1860 im Amt war. In den folgenden Jahren war er Direktor der Brandenburgischen Feuersozietät. Er war Rechtsanwalt und Justizrat in Samter.
Ahlemann gehörte ab 1849 als fraktionsloser Abgeordneter für den Wahlkreis Frankfurt 7 der Zweiten Kammer des Preußischen Landtags an. Am 20. Januar 1851 legte er sein Mandat nieder.